# Абатство Кьонингсховен
Абатство Кьонингсховен (на нидерландски: Abdij Koningshoeven, официално наименование „Onze Lieve Vrouw van Koningshoeven“) е трапистко абатство в селото Беркел-Енсхот (Berkel-Enschot), на 3 км от гр. Тилбург, провинция Северен Брабант, Южна Нидерландия, в близост до границата с Белгия. Абатството е част от Ордена на цистерцианците на строгото спазване.

## История
През 1880 г. игуменът на френското абатство Мон де Ка Dominicus Lacaes, притеснен за съдбата на своите братя, поради приетите във Франция антирелигиозни закони и започналите гонения на монаси, решава да потърси сигурно убежище в чужбина. Абатът изпраща един от своите монаси – Sebastianus Wyart в Холандия. В близост до Тилбург на територията на с. Berkel-Enschot, пратеникът открива 2 малки стопанство с кошара и 50 хектара земя, наричана от местните жители Кьонингсховен (Koningshoeven), защото според преданията в стари времена тези земи били собственост на английския крал Уилям II. 
Стопанските постройки са превърнати във временен манастир и на 4 март 1881 г. шетима монаси от френското абатство се заселват в новата обител. Така започва историята на първия католически цистерциански манастир в Холандия след епохата на Реформацията. Монашеската общност се увеличава и
поради недостига на плодородни обработваеми земи, монасите решават да построят малка пивоварна, която да подпомага издръжката на манастира. 
През 1891 г. е Кьонингсховен придобива статут на абатство и под ръководството на първия абат Willibrord Verbruggen започва изграждането на нов манастир в нео-готически стил. През юли 1893 г. монасите се преместват в новопостроения манастир. На 17 септември 1894 г. е тържествено осветена новата абатска църква. През 1899 г. монаси от Кьонингсховен започват изграждането на нов манастир до Зюндерт – абатството „Мария Туфлюхт“.
През 1936 г., монасите започва изграждането на женски трапистки манастир в Berkel-Enschot, Холандия. След Втората световна война абатството бързо се възстановява и монашеската общност се разраства – през 1945 г. братството брои 150 монаси. Монаси от Кьонингсховен поставят основите и на нови абатства в Германия (1955), Уганда (1964), Индонезия (1953) и Кения (1958). 
Днес абатството е действащ католически манастир с около 20 монаси, член на Ордена на цистерцианците на строгото спазване (Ordo Cisterciensis Strictioris Observantiae).

## Трапистки продукти
Неправомерната търговска експлоатация на наименованието „трапист“ принуждава през 1997 г. осем трапистки абатства – шест от Белгия (Orval, Chimay, Westvleteren, Rochefort, Westmalle и Achel), едно от Холандия (Koningshoeven – Tilburg) и едно от Германия (Mariawald), да основат „Международната трапистка асоциация“ (ITA), която защитава интересите на автентичното трапистко производство и гарантира качеството и уникалността му чрез присъждане на логото „Автентичен трапистки продукт“.
Абатството може да поставя логото върху произвежданите от него бира, шоколад, хляб и бисквити.

### Бира „Ла Трапе“
В наши дни абатството е известно с прочутата си трапистка бира. Абатската пивоварна е построена и пусната в експлоатация през 1884 г. През 1920-те години пивоварната е модернизирана. През 1928 г. започва производство на светла лагер бира с алкохолно съдържание 4 %.
През 1957 г. за нуждите на пивоварната е закупена нова машина за пастьоризация, през 1959 г. е оборудана нова лаборатория, през 1967 г. са доставени нави цистерни за бира.
През 1980 г. монасите започват производство на горноферментирала бира – ейл с марката „La Trappe“ на базата на рецепти от петдесетте години. През 1987 г. започва цялостна модернизация на пивоварната. Новата пивоварна влиза в експлоатация през 1989 г.
През 1999 г. пивоварната на Кьонингсховен преминава под контрола на „Koningshoeven Brewery“ – дъщерно дружество на холандската пивоварна компания „Bavaria Brewery“. В резултат на това, възниква спор с Международната трапистка асоциация, за използването на логото „автентичен трапистки продукт“ върху етикетите на бирата „La Trappe“. Въпреки че бирата продължава да се произвежда в рамките на стените на абатството, от асоциацията смятат търговското споразумение с „Bavaria Brewery“ за твърде комерсиално и несъвместимо с траписткия ред. На 1 декември 1999 г. пивоварната се отказва от използване на логото, но продължава да поставя върху етикетите на бирата названието „трапистка бира“. След продължителен период на проучване и взаимни отстъпки абатството Кьонингсхуфен преразглежда търговското споразумение за сътрудничество с „Bavaria Brewery“ и сключва ново споразумение, в което позициите на абатството относно контрола върху производството на бира са засилени и гарантирани. Работата на пивоварната преминава отново под контрола на монасите от абатство, а „Koningshoeven Brewery“ се занимава с управлението на производството. Монасите от абатството се задължават да работят в пивоварната по няколко часа всеки ден. На 7 октомври 2005 г. „Международната трапистка асоциация“ публикува официално прессъобщение с което обявява, че отново предоставя на пивоварната Кьонингсховен правото да използва върху бирите „La Trappe“ логото „Автентичен трапистки продукт“. 
Търговският асортимент на пивоварната включва 9 марки:
- La Trappe Blond – светла бира с тъмнооранжево-златист цвят и алкохолно съдържание 6,5 %. Отличава се с плодов и свеж аромат, леко малцов и леко сладък вкус, мек финал с лека горчивина в послевкуса. [8]
- La Trappe Dubbel известна и като La Trappe Dominus Dubbel – тъмна бира с наситено червено-кафяв цвят, с алкохолно съдържание 7 %, богат аромат на малц и карамел, по-сладък вкус със свеж послевкус.[9]
- La Trappe Tripel известна и като La Trappe Dominus Tripel – бира с червено-кехлибарен цвят, с алкохолно съдържание 8 %. Използването на кориандър дава пикантен характер. Плодов, горчив вкус и аромат.[10]
- La Trappe Quadrupel силна бира с червеникав цвят, с алкохолно съдържание: 10 %. Отличава се с плътност, плодов аромат на ябълка и слива, силно присъствие на алкохол, l в производство от 1991 г.
- La Trappe Isid'or – бира с алкохолно съдържание: 7,5 %. В производство от 2009 г. по повод 125-годишнината на пивоварната и в чест на брат Isidorus, първия пивовар на „Koningshoeven“,
- La Trappe Quadrupel Oak Aged силна бира с алкохолно съдържание: 10 %, в производство от 2010 г.
- La Trappe Witte Trappist – светла бяла бира с алкохолно съдържание 5,5 %, в производство от 2003 г.
- La Trappe Bockbier – тъмна бок бира с олкохолно съдържание 7 %. Отличава се с тъмно медно-червен цвят, средна плътност, във вкуса доминират сладост и лека горчивина; наситен аромат на ябълки и карамел, с нотки на шоколад, в производство от 2004 г.
- La Trappe PUUR – бира с алкохолно съдържание: 4,7 %, в производство от 2010 г.

### Трапистки шоколад
Абатството Конигсхуфен е единственото трапистко абатство, което може да продава произвеждания в абатството шоколади „Melkchocolade“, „Pure chocolade“ и „Witte chocolade“ със знака „Автентичен трапистки продукт“.

### Трапистки хляб и бисквити
Абатството е и единственото което поставя логото „Автентичен трапистки продукт“ за произвежданите от него бисквити и хляб – тип „volkorenbrood“, „zuurdesembrood“ и „bierbostelbrood“. 